# Adolf Haenle
Adolf Haenle (* 22. März 1842 in Frankfurt am Main; † 27. Januar 1907 ebenda) war ein deutscher Architekt.

## Leben und Werk
Haenle studierte Architektur bei Albert von Bok an der Polytechnischen Schule Stuttgart. 1869 wurde er Chefarchitekt des Frankfurter Bauunternehmens Philipp Holzmann. Im Laufe seiner Dienstzeit bis 1902 plante er zahlreiche Wohn- und Geschäftshäuser in Frankfurt am Main und Mainz, darunter das Alemanniahaus, das Haus Wolfseck und das Hippodrom in Sachsenhausen.

## Veröffentlichungen
- Architektonisches Album: eine Sammlung verschiedener, theilweise ausgeführter Baulichkeiten: Facaden, Grundrisse und Details. Verlag von C. Uhler, Stuttgart u. a., Anf. 20. Jhd. (Digitalisat).